# Tidolo
Tidolo è una frazione del comune cremonese di Sospiro posta a sud del centro abitato.

## Storia
La località era un piccolo villaggio agricolo di antica origine del Contado di Cremona con 165 abitanti a metà Settecento.
In età napoleonica, dal 1810 al 1816, Tidolo fu già frazione di Sospiro, ma poi recuperò l'autonomia con la costituzione del Regno Lombardo-Veneto.
Tornando sui loro passi, furono comunque i governanti tedeschi nel 1823 a sopprimere definitivamente il comune di Tidolo annettendolo definitivamente a Sospiro.